# 夢がさめて
「夢がさめて」（ゆめがさめて）は、2013年10月30日にリリースされた松田聖子＆クリス・ハート（松田聖子名義は通算79枚目、クリス・ハート名義は2枚目）のシングル。発売元はユニバーサルシグマ。

## 解説
本作はユニバーサルシグマの設立10周年を記念して企画された松田聖子とクリス・ハートによるデュエット曲。その年のNHK紅白歌合戦で、松田が「あなたに逢いたくて〜Missing You〜」を歌唱、続けてクリス・ハートとのデュエットで本曲を披露。クリスは初出場であった。
同年12月4日には英語バージョンの「Last Forever」が全世界118カ国のiTunes Storeで順次リリースされた他、翌2014年4月24日には119カ国にて中国語バージョン「Last Forever -Chinese Version-」の配信が開始された。
DVD付初回限定盤と通常盤の2形態で発売。

## 収録曲

### 通常盤
1. 夢がさめて （3分56秒）
  - 作詞：SHIROSE／作曲：ヒロイズム・SHIROSE・NIKKI
  - 編曲：ヒロイズム・SHIROSE
2. もう一度抱きしめたい （4分25秒）
  - 作詞：Shihomi／作曲・編曲：Hong Jung-Su・Han Ji Yeon
3. 夢がさめて（松田聖子 Off Vocal カラオケ）（3分57秒）
4. 夢がさめて（クリス・ハート Off Vocal カラオケ）（3分57秒）
5. 夢がさめて（カラオケ）（3分58秒）

### 初回限定盤
1. 夢がさめて
2. もう一度抱きしめたい
3. 夢がさめて（松田聖子 Off Vocal カラオケ）（3分57秒）
4. 夢がさめて（クリス・ハート Off Vocal カラオケ）（3分57秒）
5. 夢がさめて（カラオケ）（3分58秒）
6. もう一度抱きしめたい（松田聖子 Off Vocal カラオケ）（4分24秒）
7. もう一度抱きしめたい（クリス・ハート Off Vocal カラオケ）（4分24秒）
8. もう一度抱きしめたい（カラオケ）（4分22秒）

### DVD （初回限定盤のみ）
1. 夢がさめて（Music Video）
2. 夢がさめて（Music Video メイキング）
3. 夢がさめて（Live at SIGMA FES. 2013）